# パディントン駅

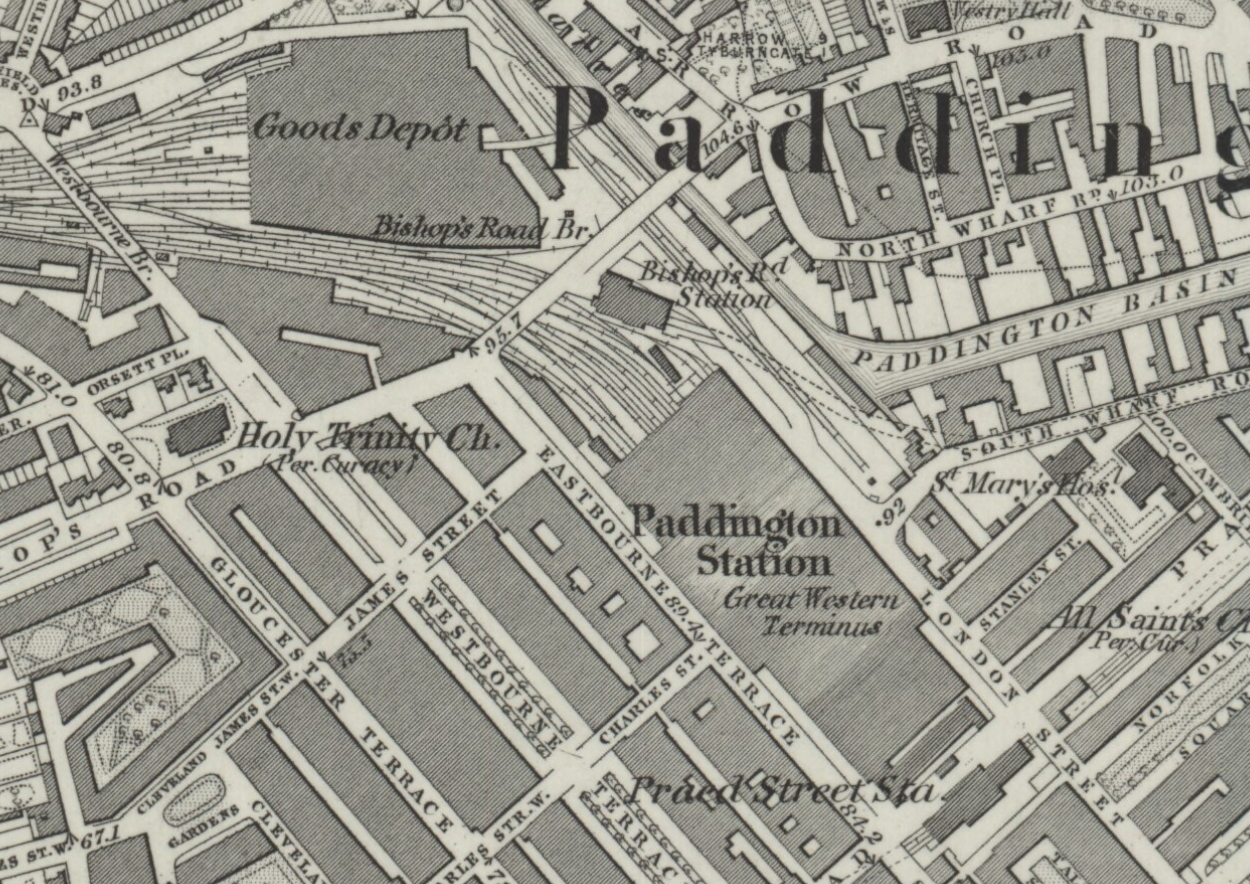
1874年の地図

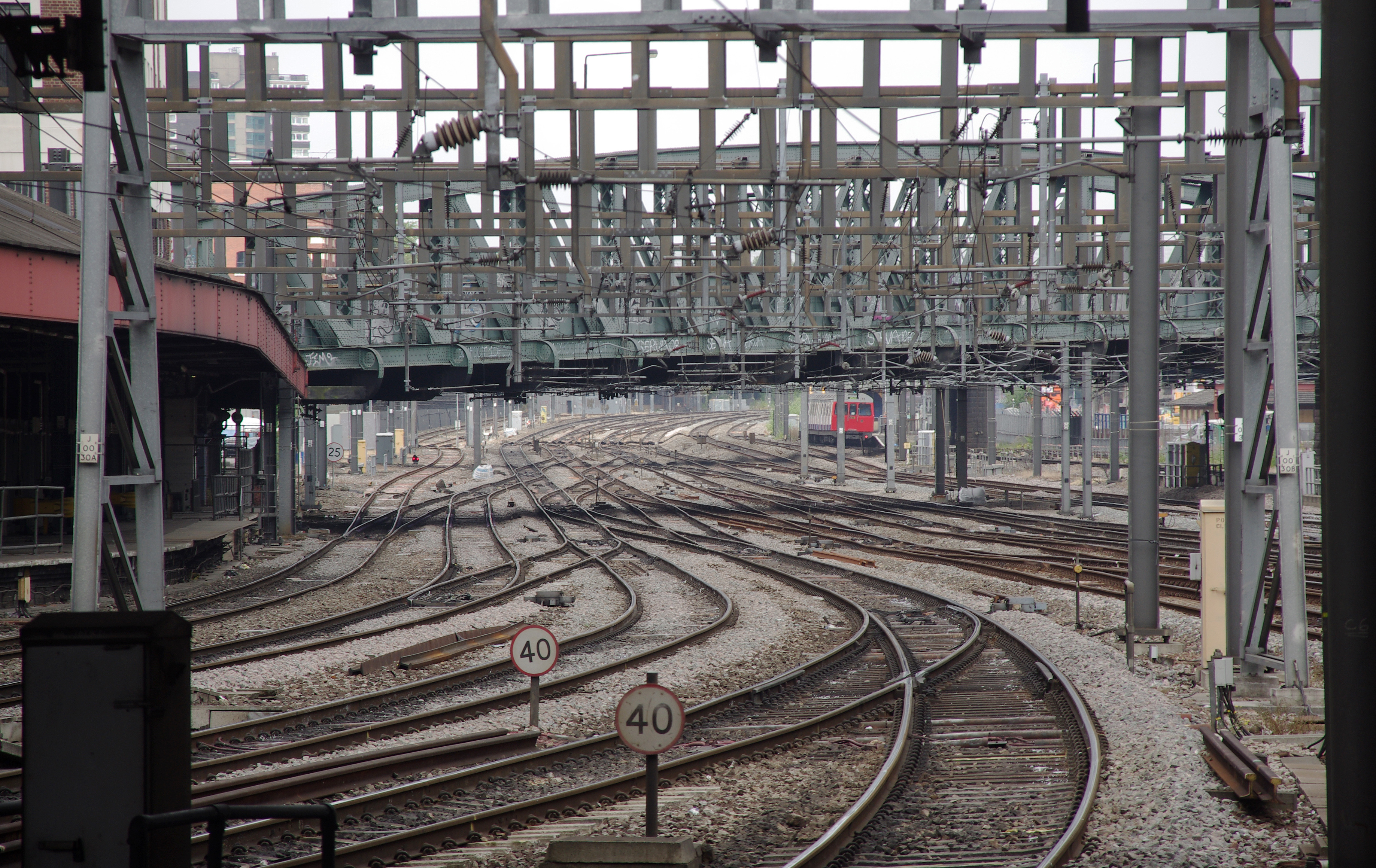
プラットフォームの先端から見た線路

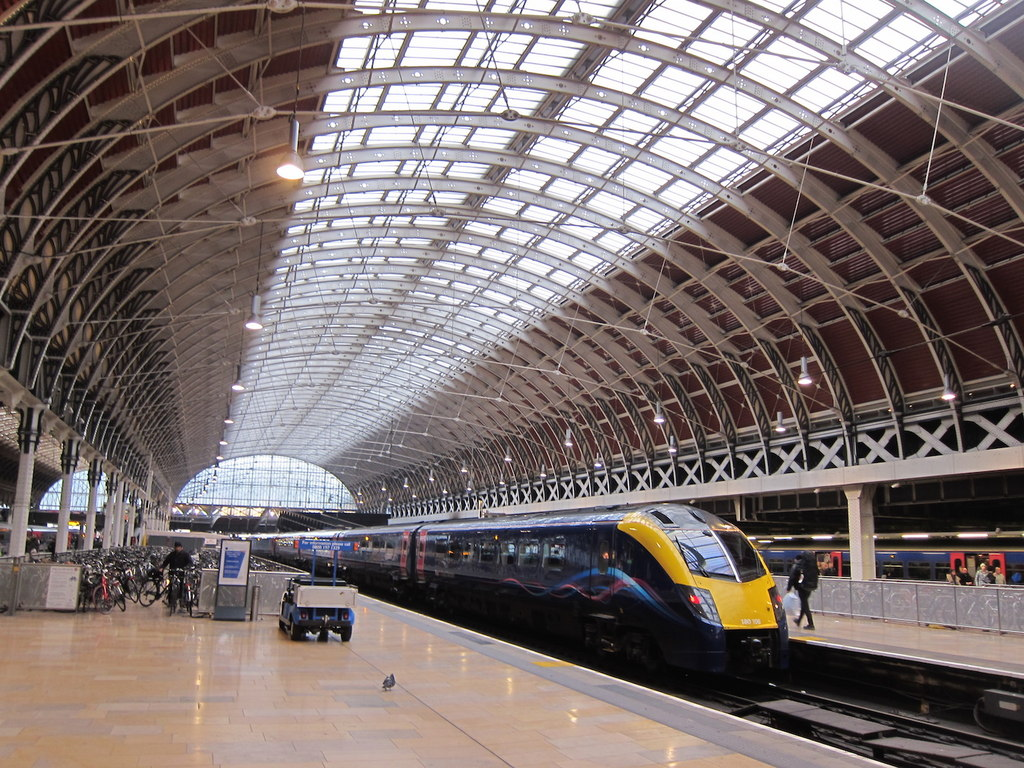
乗り場

パディントン駅（）あるいはロンドン・パディントン駅（、英: London Paddington）は、イギリスの首都ロンドンのパディントン地区にある、ナショナル・レールとロンドン地下鉄の鉄道駅である。

## 歴史
パディントン駅は1854年に開設された。駅舎はイザムバード・キングダム・ブルネルにより設計された。それを記念して駅のコンコースにはブルネルの像が置かれている。駅舎の細かな部分についてはブルネルの仲間であったマシュー・ディグビー・ワイアットによって設計されている。ホームの屋根（トレイン・シェッド）は錬鉄の柱に支えられた3連のガラス屋根になっている。それぞれの屋根の幅は20.7m、31.2m、21.3mで、長さは213mある。
1906年から1915年の間に駅は拡張され、北側に幅33mの四つ目のガラス屋根がそれ以前のものに平行して加えられた。

## 路線
- ナショナル・レール

ナショナル・レールのパディントン駅は頭端式の駅である。プラットフォームの先端部は急カーブしており、列車は車輪を軋ませながら出発する。ブリストル、バース、ウェールズ南部、コーンウォール方面への長距離列車とオックスフォードやロンドン西部への近郊路線を運行するグレート・ウェスタン・レールウェイおよびヒースロー空港とを結ぶヒースロー・エクスプレスのターミナルである。2005年夏に、イーリング・ブロードウェイ駅などの途中駅を経由してヒースロー空港に向かうヒースロー・コネクトの運行が開始された。チルターン・レイルウェイズも僅か1往復ながら乗り入れている。
- ロンドン地下鉄

ロンドン地下鉄のパディントン駅は、ハマースミス&シティー線、ディストリクト線、サークル線、ベーカールー線が乗り入れている。ハーマスミス&シティー線のプラットホームは他の3線の駅とは離れたナショナル・レール駅の北側の地上部に位置している。

## 著作との関わり

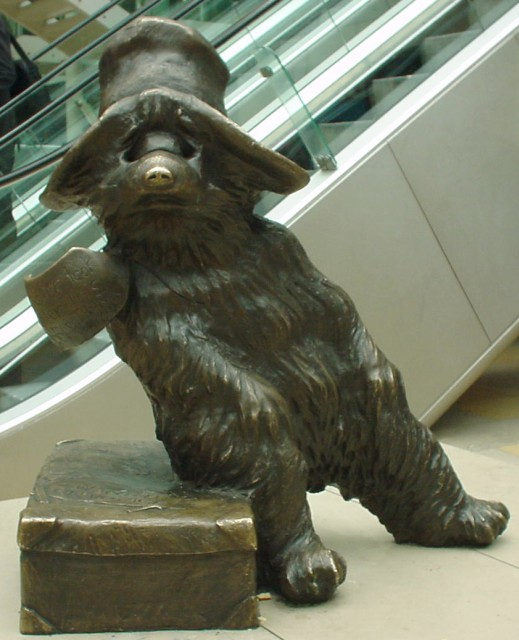
くまのパディントンの銅像

マイケル・ボンドの児童文学作品のキャラクター「くまのパディントン」の名は、彼がパディントン駅で見つけられたことに由来する。現在、駅構内には「くまのパディントン」の銅像がある。
また、『きかんしゃトーマス』の原作である『汽車のえほん』に登場するキャラクターである「機関車ダック」は、第12巻第2話『ゴードン、ロンドンへ』において、以前はパディントン駅で働いていたと語っている。なお、この話は映像化はされていないが、後のTVシリーズオリジナルエピソード「The Thomas Way（第17シリーズ「トーマスりゅうでいこう」）」では昔のパディントン駅で働くダックの写真が登場する。
アガサ・クリスティーのエルキュール・ポワロシリーズの『プリマス行き急行列車』では、犯行現場となるのが同駅発の列車である。ミス・マープルシリーズの『パディントン発4時50分』でも、同駅発の列車が物語の舞台のひとつとなっている。

## バスとの接続
ロンドンバスの7、23、27、36、46、205、332、436と深夜バスのN7、N205が接続している。

## 隣の駅
ナショナル・レール
■グレート・ウェスタン・レールウェイ
グリーンフォード支線
パディントン駅 - アクトン・メイン・ライン駅
グレート・ウェスタン本線
パディントン駅 - スラウ駅またはレディング駅
ナイト・リビエラ
パディントン駅 - レディング駅
通勤列車
グレート・ウェスタン本線
パディントン駅 - アクトン・メイン・ライン駅またはイーリング・ブロードウェイ駅
■ヒースロー・エクスプレス
パディントン - ヒースロー
パディントン駅 - ヒースロー・セントラル駅
■ヒースロー・コネクト
パディントン - ヒースロー
パディントン駅 - イーリング・ブロードウェイ駅
■チルターン・レイルウェイズ
チルターン本線
月曜日から金曜日のみ運行。
パディントン駅 - サウス・ライスリップ駅
ロンドン交通局
ロンドン地下鉄
ビッショップ・ブリッジ・ロード側
■ハマースミス&シティー線
ロイヤル・オーク駅 - パディントン駅 - エッジウェア・ロード駅
■サークル線
ロイヤル・オーク駅 - パディントン駅 - エッジウェア・ロード駅
プレード・ストリート側
■ディストリクト線
エッジウェア・ロード支線
ベイズウォーター駅 - パディントン駅 - エッジウェア・ロード駅
■ベーカールー線
ワーウィック・アヴェニュー駅 - パディントン駅 - エッジウェア・ロード駅
■サークル線
ベイズウォーター駅 - パディントン駅 - エッジウェア・ロード駅